# Lac de Taney
Pour les articles homonymes, voir Tanay.
Le lac de Taney ou lac de Tanay est un lac de montagne situé à 1 408 mètres d'altitude dans le canton du Valais en Suisse, sur la commune de Vouvry, dans le Chablais valaisan.

## Géographie
Il est dominé au nord-ouest par le Grammont et Les Jumelles. Il est situé dans le bassin hydrologique du Rhône. Le col de Tanay permet la liaison avec Le Flon, Miex et Vouvry. Le site est inscrit à l'Inventaire fédéral des paysages, sites et monuments naturels d'importance nationale sous le nom de Lac de Tanay.

## Activités

### Tourisme sportif
Taney et son lac sont à l'arrivée de l'étape 42 et au départ de l'étape 43 du chemin des cols alpins reliant Saint-Moritz, dans le canton des Grisons, à Saint-Gingolph. Le lac de Taney est également le sujet de l'itinéraire de randonnée 216 du programme La Suisse à pieds. Long de 8 km pour 3 heures de marche, il permet de rejoindre le lac sur sa rive nord depuis Miex, puis de le contourner par sa rive sud avant d'emprunter le sentier des chèvres et de retourner à Miex.
En hiver, le lac de Taney est accessible depuis Le Flon en raquettes.

### Protection
Le site de Taney est une réserve naturelle depuis 1966 à la suite d'un contrat entre la Ligue Valaisanne pour la Protection de la Nature (LVPN qui est devenu ProNatura Valais), le CAS et la bourgeoisie de Vouvry.
Le lac et ses alentours immédiats sont inscrits à l'inventaire fédéral des sites de reproduction de batraciens d'importance nationale.